# Minerva (Nueva York)
Minerva es un pueblo ubicado en el condado de Essex en el estado estadounidense de Nueva York. En el año 2000 tenía una población de 796 habitantes y una densidad poblacional de 1.9 personas por km².

## Geografía
Minerva se encuentra ubicado en las coordenadas 43°50′29″N 74°2′15″O / 43.84139, -74.03750.

## Demografía
Según la Oficina del Censo en 2000 los ingresos medios por hogar en la localidad eran de $30,903, y los ingresos medios por familia eran $37,500. Los hombres tenían unos ingresos medios de $28,523 frente a los $19,688 para las mujeres. La renta per cápita para la localidad era de $15,531. Alrededor del 13.6% de la población estaban por debajo del umbral de pobreza.